# Marseillette
Marseillette – miejscowość i gmina we Francji, w regionie Oksytania, w departamencie Aude. Przez gminę przepływa rzeka Aude. 
Według danych na rok 1990 gminę zamieszkiwało 645 osób, a gęstość zaludnienia wynosiła 58 osób/km² (wśród 1545 gmin Langwedocji-Roussillon Marseillette plasuje się na 449. miejscu pod względem liczby ludności, natomiast pod względem powierzchni na miejscu 694.).